# 沃伊
沃伊（法語：Veuil，法語發音：[vœj]）是法国安德尔省的一个市镇，位于该省西北部，属于沙托鲁区。

## 地理
沃伊（47°7'16"N, 1°31'31"E）面积18.84 平方千米，位于法国中央-卢瓦尔河谷大区安德尔省，该省份为法国中部省份，北起卢瓦-谢尔省，西北接安德尔-卢瓦尔省，西南接维埃纳省，南至克勒兹省和上维埃纳省，东临谢尔省。
与沃伊接壤的市镇（或旧市镇、城区）包括：吕赛勒马勒、瓦朗赛、纳翁河畔维克、维朗特鲁瓦-贝里地区法沃罗勒。

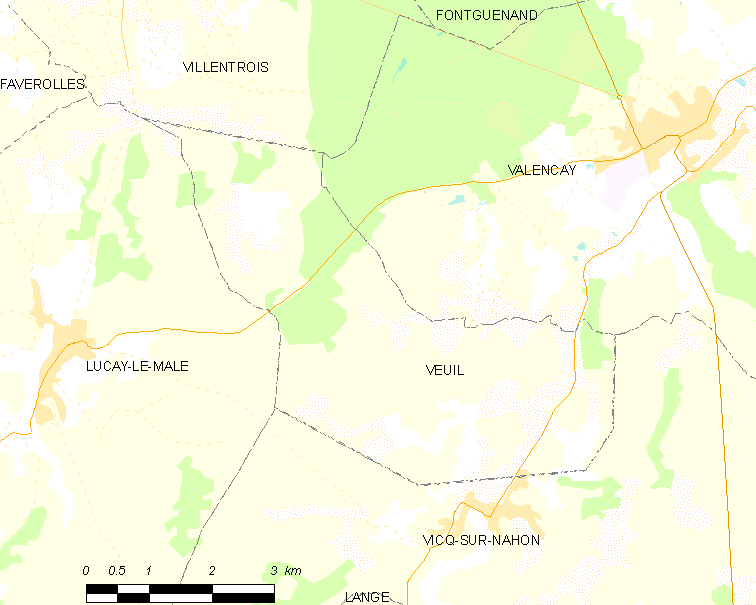
沃伊的OSM定位图

沃伊的时区为UTC+01:00、UTC+02:00（夏令时）。

## 行政
沃伊的邮政编码为36600，INSEE市镇编码为36235。

## 政治
沃伊所属的省级选区为瓦朗赛县。

## 人口

1962-2008年间沃伊人口变化图示

沃伊于2022年1月1日时的人口数量为378人。